# 매봉터널
매봉터널은 매봉산을 관통하는 길이 약 300m의 터널로, 1992년 7월 14일애 준공되었다. 언주로의 일부로서 서울특별시 강남구 도곡동에서 역삼2동을 잇는다.

## 접속 노선
- 남부순환로
- 도곡동길
- 도곡중학길

## 근처 정보
- 강남세브란스
- 매봉역
- 아카데미 스위트
- 도곡래미안
- 도곡렉슬
- 삼호아파트 (래미안 레벤투스로 재건축 중)
- 도곡중학교
- 도곡진달래아파트 (래미안으로 재건축 완료)